# Бондаренко Олег Володимирович (політик)
Олег Володимирович Бондаренко (нар. 3 листопада 1975) — український юрист, політик. Експерт з питань екології, правових питань. Народний депутат України 9-го скликання.

## Життєпис
Освіта вища.
Є головою правління громадської організації «Всеукраїнська організація „Зелений Фонд. Подолання гуманітарних та екологічних катастроф“».
Бондаренко працював над імплементацією в Україні Орхуської (Оргуської) конвенції.
Член ЗеКоманди, відповідає за питання екології. Кандидат у народні депутати від партії «Слуга народу» на парламентських виборах 2019 року, № 60 у списку. На час виборів: директор ТОВ «Інвестплюс», безпартійний. Проживає в м. Харкові.
Ще за місяць був названий кандидатом на посаду голови комітету з питань екологічної політики у Верховній Раді України IX скликання. Обраний 29 серпня 2019 року.
Співголова групи з міжпарламентських зв'язків з Республікою Словенія, співголова групи з міжпарламентських зв'язків з Королівством Швеція.
У листопаді 2019 за даними розслідування «Наші гроші», Олег Бондаренко під виглядом збереження лісів протягнув через Раду вирубку Карпат. Володимир Кияшко, батько дружини президента Зеленського, працює помічником на громадських засадах у Бондаренка.

## Скандали
22 липня 2025 року голосував за закон 12414, що обмежує Національне антикорупційне бюро України та Спеціалізовану антикорупційну прокуратуру. Цей закон викликає значний резонанс в українському суспільстві.